# توافقية حيوية

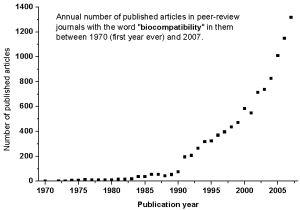

التوافقية الحيوية هي قدرة المادة على الأداء مع استجابة مناسبة من المضيف في ظروف محددة.
والتوافقية الحيوية تشير إلى تآثر النظام الحي أو الأنسجة الحية مع مواد العناصر أو الأجهزة الطبية. وهذا يعني بكلمات أخرى أن المواد المتوافقة حيويًا لا تضر المريض. وتعرف القواميس التوافقية الحيوية عمومًا بأنها «صفة التوافق مع الأنسجة الحية أو النظام الحي بأن لا تكون سامة أو ضارة وأن لا تسبب الرفض المناعي». وبمعنى آخر، التوافقية الحيوية هي اختبار لتحديد السمية المحتملة الناتجة عن اتصال جسدي مع المادة أو الجهاز الطبي. فالتوافقية الطبية أمر حيوي للأجهزة الطبية. وتقيم التفاعلات المحلية والنظامية. يؤثر التفاعل النظامي على أجزاء من الجسم بعيدة عن الاتصال المباشر مع المادة أو الجهاز.
ويعكس غموض هذا المصطلح التطور المستمر للرؤى في كيفية تآثر المواد الحيوية مع الجسم البشري، وكيف تحدد هذه التفاعلات النجاح السريري للجهاز الطبي (مثل جهاز تنظيم ضربات القلب، واستبدال مفصل الورك أو الدعامات). وتصنع الأجهزة الطبية الحديثة والأعضاء الاصطناعية غالبًا من مادة واحدة أو أكثر بحيث لا يكون كافيًا دائمًا الحديث عن التوافقية الحيوية لمادة معينة.